# Oggy és a svábbogarak
Az Oggy és a svábbogarak másik magyar címén Cicabogarak (eredeti francia címen: Oggy et les cafards, angol címen: Oggy and the Cockroaches) a Gaumont majd a Xilam által gyártott 1998 és 2019 között vetített francia animációs vígjátéksorozat, amelyet Jean-Yves Raimbaud alkotott és Olivier Jean Marie és Thomas Szabo rendezett. A sorozatot Franciaországban a France 3 és a Canal+, míg Magyarországon az RTL Klub, a Fox Kids (később Jetix), az M2 és a Duna TV vetítette, ezen a címen azonban a Fox Kids és (2023. december 18-tól) a Kölyökklub mutatta be, utóbbi csatorna indulása előtt a további évadokat az RTL+ mutatta be legelőször 2023-ban.
Az M2-n és a Duna TV-n Oggy és a bogarak, míg az RTL Klub-on Macskabogarak címen futott.

## Készítés
A sorozat általában 3 epizódból állnak, összesen 52 epizódot gyártottak le. Az összes hangot az eredeti változatban Marc du Pontavice, míg a német változatban Dirk Bach színész adta, de nem lehet beszédet hallani. A sorozat 6-7. évad néhány részeiben az 1-2. évad epizódjait tartalmazza, felújított és szélesvásznú változatban más címekkel.

## Történet
A történet középpontjában Oggy áll, az elégedett és lusta, de nagyon érzékeny, kövér és kék színű macska, aki legszívesebben az egész napját tévénézéssel és főzéssel töltené el – ha nem volna a három svábbogár a háztartásban: Joey, Dee Dee és Marky (a Ramones punkbanda tagjai után lettek elnevezve). A trió imádja Oggy életét megkeseríteni, az ellene elkövetett csínyek (a legtöbb esetben) a hűtő kirablásától az olyan kellemetlen dolgokig terjednek, mint a vonat eltérítése, amelyre éppen Oggy szállt.
A rajzfilm a helyzetkomédián alapul, hasonlóan „elődjéhez”, a Tom és Jerryhez, de egy fokkal szélsőségesebben: míg a „hagyományos” helyzetkomédiában a rajzfilm karakterei üllőket és zongorákat dobálnak egymásra, addig Oggy és a svábbogarak néha még buszokat vagy tengeralattjárókat is és gyakori még a különböző robbanószerek használata is. Ezek ellenére a legtöbb poén könnyen megérthető, ezáltal élvezhetik a fiatalabb nézők is. Az epizódok nem mindig a várt módon fejeződnek be – tehát nem valószínű, hogy a vége happy end lesz, illetve hol Oggy, hol pedig a svábbogarak járnak jól, de valamikor mindkettő, vagy egyik sem.

## Karakterek
- Oggy a sorozat főszereplője. Felületesen Garfield macskatársához hasonlít, általában egész napját tévézéssel vagy házimunkával tölti – amikor éppen nem üldözi a svábbogarakat, akikkel amolyan "se veled, se nélküled"-kapcsolatban van, nehezen tudja elképzelni életét tréfáik nélkül, például az egyik epizódban (So Lonely valamint Alone at Last) már szabályosan hiányoznak neki a bogarak, és azok ténykedései, ezért saját magával tréfálkozik, és egy magnetofont használ a csótányok utánzására, amin az ő röhögésük van felvéve, ezzel pótolva őket. Habár néha nőneműként szerepel (vagy egyes esetekben úgy öltözik, mint egy szobalány), mégis hímnemű (az egyik epizódban a bogarak ellopják a szennyeskosarát és sorban dobálják ki belőle a ruhákat – Oggy egyesével szedi fel őket, de zavarodottan kimegy a képből, mikor egy melltartót lát meg a boxeralsók és a zoknik között).
- Olivia fehér színű lánymacska, Oggy új szomszédja és szerelme a negyedik évadtól. Oggy már az első pillanattól szerelmes lesz belé, amint meglátja. Oggy az ''Oggy is Getting Married'' c. epizódban kéri meg a kezét Velencében hosszas kaland után. Szereti a természetet, még Oggy fő ellenségeit is, a svábbogarakat (Oggy mindig rejtegeti előle, ha elkapja és megbünteti őket). Sokat törődik a kinézetével is, amint az "Olivia's Pimple" című epizódban látható, amikor látta, hogy egy pattanás van az arcán, nem volt hajlandó elhagyni a házát.[3]
- Joey a svábbogarak saját maga által kinevezett vezére. Habár ő a csapat legkisebb tagja, legtöbbször ő áll a műveletek hátterében, gyakran viszont egyedül kell mennie, mivel társai terveit értelmetlennek tartják.
- Dee Dee az állandóan éhes, mindent felfaló bogár. Éhsége néha őrültté teszi, amely gyakran abban nyilvánul meg, hogy nála nagyobb állatokat akar megenni (hiénákat vagy egy növény hatása miatt bogarat).
- Marky a kedves svábbogár, gyakran nem törődik azzal, hogy mit csinál a másik kettő. Hobbija a randevúzás – még bábokkal is.
- Jack a sorozat zöld színű macskája. Oggy teljes ellentéte, indulatos, erőszakos és arrogáns – azaz a bogarak tökéletes célpontja. Gyakran óriási gépeket épít, úgymint a svábbogárelfogó szerkezeteket, melyek legtöbbször visszafelé sülnek el. Valószínűleg Oggy unokatestvére.
- Bob, Oggy hatalmas szomszéd kutyája – habár nincs benne a főcímben – a sorozat gyakori szereplője. Amíg Bob olyan csendesen és békésen próbálja élni életét, ahogy tudja, a szomszédbeli lárma általában az ő tulajdonának megsemmisüléséhez vezet, melyre az egyik macska megverésével szokott válaszolni. Ez általában képernyőn kívül történik, ilyenkor a kép gyakran háttérképszerűvé válik; az egyetlen dolog, amit a néző észrevesz, az a verekedés (a'la Bud Spencer) és a macskanyávogás hangja.

## Epizódok
A sorozat 7 évadból és 501 7 perces epizódból áll.
| Évad | Epizódok | Eredeti sugárzás    | Eredeti sugárzás   | Eredeti csatorna | Magyar premier     | Magyar premier      | Magyar csatorna |
| Évad | Epizódok | Évadpremier         | Évadzáró           |                  | Évadpremier        | Évadzáró            | Magyar csatorna |
| ---- | -------- | ------------------- | ------------------ | ---------------- | ------------------ | ------------------- | --------------- |
| 1    | 78       | 1998. szeptember 6. | 1999 február 11.   | France 3         | 1999. június 20.   | 2000. február 6.    | RTL Klub        |
| 2    | 78       | 2000. szeptember 4. | 2003. április 5.   | France 3         | 2002. november 18. | 2003.               | Fox Kids        |
| 3    | 39       | 2008. október 14.   | 2008. december 24. | Canal+ Family    | 2023. december 18. | 2024. január 25.    | Kölyökklub      |
| 4    | 74       | 2012. január 2.     | 2013. december 12. | Canal+ Family    | 2024. január 25.   | 2024. március 13.   | Kölyökklub      |
| 5    | 76       | 2017. június 30.    | 2018. július 30.   | Gulli            | 2024. március 28.  | 2024. június 20.    | Kölyökklub      |
| 6    | 78       | 2017. május 16.     | 2018. augusztus 3. | Gulli            | 2024. június 21.   | 2024. július 30.    | Kölyökklub      |
| 7    | 78       | 2018. március 19.   | 2019. január 30.   | Gulli            | 2024. július 30.   | 2024. augusztus 31. | Kölyökklub      |